# Tvååker
Tvååker är en tätort i Varbergs kommun i Hallands län och kyrkbyn i Tvååkers socken. Den är belägen vid motorväg E6/E20 cirka 15 km sydost om centralorten Varberg. Tvååkers kanal rinner genom orten. Tvååkersgränsen, en viktig kulturgräns[förklaring behövs], går ungefär här.

## Ortnamnet
Namnet har en folketymologisk förklaring att det skulle funnits två åkrar i byn, en på var sida om kyrkan. Svenskt Ortnamnslexikon från 2003 ger däremot en annan förklaring. Ordet to som finns i det första skriftliga belägget för namnet Toaker från 1198 är ett dialektalt ord med betydelsen "lin". Namnet kan alltså tolkas Linåkern.

## Befolkningsutveckling
| Befolkningsutvecklingen i Tvååker 1960–2020 | Befolkningsutvecklingen i Tvååker 1960–2020 | Befolkningsutvecklingen i Tvååker 1960–2020 | Befolkningsutvecklingen i Tvååker 1960–2020 | Befolkningsutvecklingen i Tvååker 1960–2020 |
| ------------------------------------------- | ------------------------------------------- | ------------------------------------------- | ------------------------------------------- | ------------------------------------------- |
|                                             |                                             |                                             |                                             |                                             |
| År                                          |                                             |                                             | Folkmängd                                   | Areal (ha)                                  |
| 1960                                        | 1960                                        |                                             | 891                                         |                                             |
| 1965                                        | 1965                                        |                                             | 1 070                                       |                                             |
| 1970                                        | 1970                                        |                                             | 1 438                                       |                                             |
| 1975                                        | 1975                                        |                                             | 1 939                                       |                                             |
| 1980                                        | 1980                                        |                                             | 2 097                                       |                                             |
| 1990                                        | 1990                                        |                                             | 2 295                                       | 216                                         |
| 1995                                        | 1995                                        |                                             | 2 435                                       | 225                                         |
| 2000                                        | 2000                                        |                                             | 2 355                                       | 225                                         |
| 2005                                        | 2005                                        |                                             | 2 390                                       | 225                                         |
| 2010                                        | 2010                                        |                                             | 2 534                                       | 223                                         |
| 2015                                        | 2015                                        |                                             | 2 640                                       | 271                                         |
| 2020                                        | 2020                                        |                                             | 3 026                                       | 310                                         |
|                                             |                                             |                                             |                                             |                                             |

## Kommunikationer
Det finns en busslinje som passerar genom Tvååker, linje 652. Den sköts av Hallandstrafiken och går mellan Varberg och Falkenberg.

## Utbildning
Grundskolan i Tvååker (F-9) heter Bosgårdsskolan. Där finns bibliotek och idrottshall.
Munkagårdsgymnasiet med programmen Lantbruk, Djurvård, Skog och Trädgård ligger i Tvååker.

## Idrott
Fotbollslaget Tvååkers IF, bildat 1920, har 2025 ett herrlag i Division 2 Västra Götaland och, tillsammans med Galtabäck, ett damlag i division 2.
Volleybollklubben Tandem Volley-75 bildades 1975.
Innebandyklubben Tvååkers IBK bildades 1986 och herrlaget spelade under två säsonger i början av 1990-talet i högsta divisionen.

## Kända personer från Tvååker
- Anders Gustavsson (soldat som frivilligt stred på Sovjetunionens sida under andra världskriget)
- Svante Grände
- Ingeborg Nordin Hennel
- Sven Nylander
- Mojje
- Anders Elisson